# Buben, baraban
Buben, baraban è un film del 2009 diretto da Aleksei Mizgiryov.

## Premi e riconoscimenti
- 2009 - Premio speciale della giuria del Festival del film Locarno